# Masholder

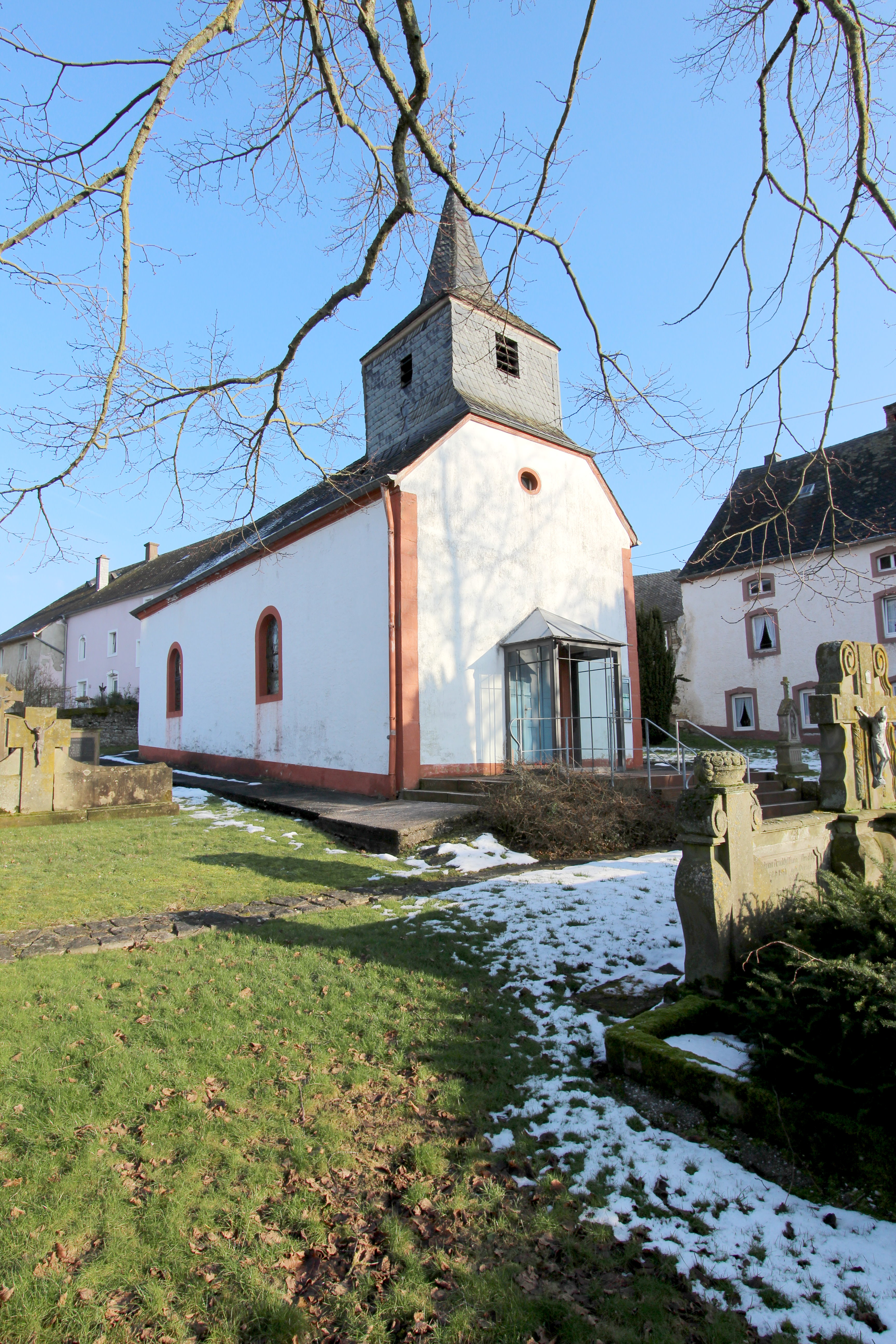
St. Firminus, Quirinus, Ferrucius

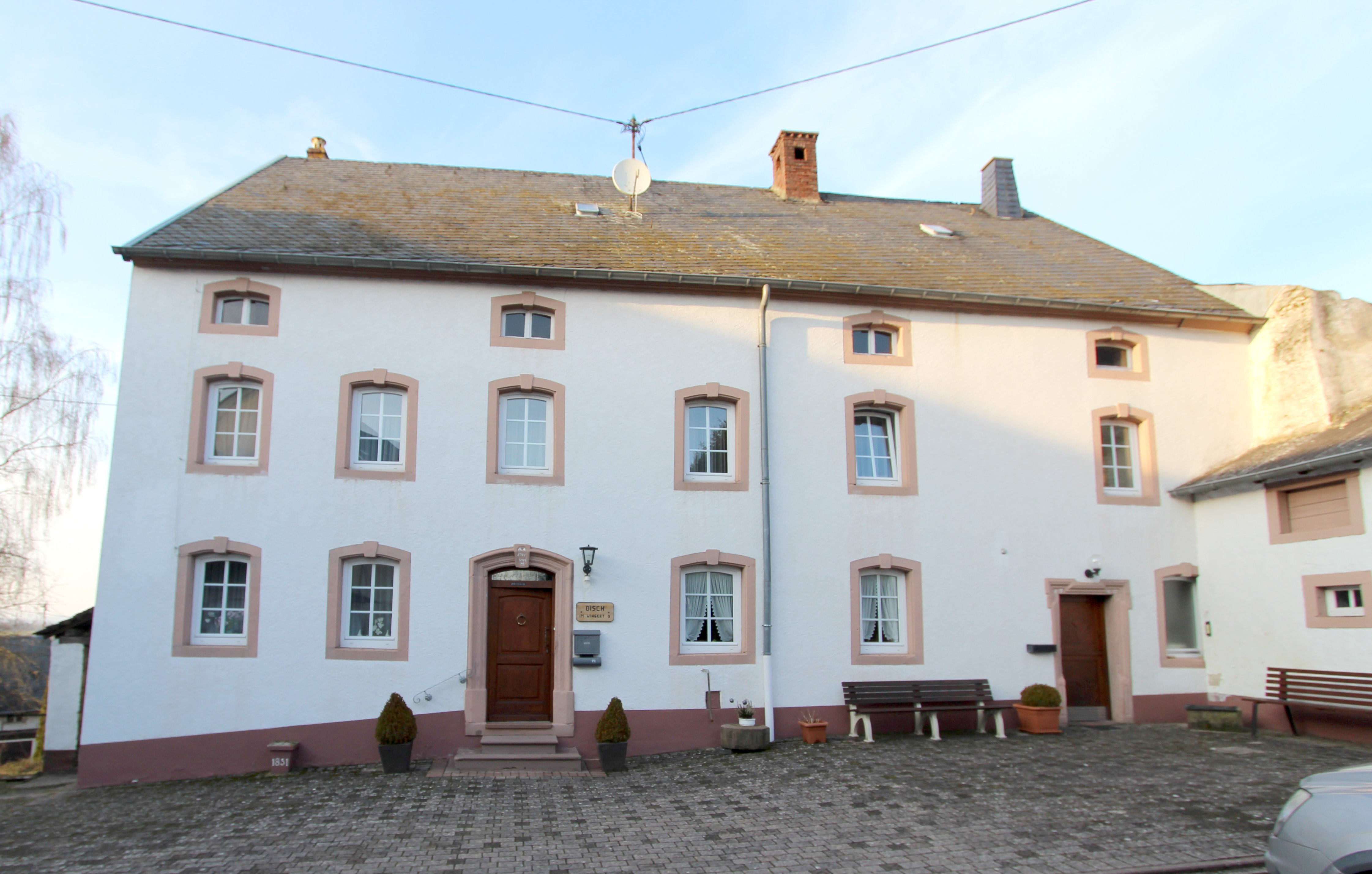
Stattliche Hofanlage Im Wingert 9 mit bauzeitlicher Fassaden- und Innenarchitektur

Masholder ist ein Stadtteil (Ortsbezirk) von Bitburg im Eifelkreis Bitburg-Prüm in Rheinland-Pfalz. Bis zur Eingemeindung am 7. Juni 1969 war Masholder eine eigenständige Gemeinde.

## Geographie
Der Ort liegt in der Südeifel etwa 4 km südlich des Bitburger Zentrums. An Masholder fließt der Masholderbach – ein Zufluss der Nims – vorbei.

## Geschichte
Die Ursprünge des Ortes Masholder gehen nach Überlieferungen vermutlich auf das 8. Jahrhundert zurück.
Der Dorfkern weist noch alte Häuser auf und die etwa 220 Jahre alte Sankt-Quirinus-Kapelle.
Zu allen Zeiten der Geschichte erzielte die Bevölkerung ihr Einkommen hauptsächlich aus der Landwirtschaft. Dies hat sich erst in den vergangenen Jahrzehnten geändert – vor allem nach der Eingemeindung zur Stadt Bitburg.

## Politik

### Ortsbezirk
Masholder ist gemäß Hauptsatzung einer von sechs Ortsbezirken der Stadt Bitburg. Der Ortsbezirk umfasst das Gebiet der ehemaligen Gemeinde. Die Interessen des Ortsbezirks werden durch einen Ortsbeirat und durch einen Ortsvorsteher vertreten.

### Ortsbeirat
Der Ortsbeirat besteht aus acht Mitgliedern, die bei der Kommunalwahl am 9. Juni 2024 in einer personalisierten Verhältniswahl gewählt wurden, und dem ehrenamtlichen Ortsvorsteher als Vorsitzendem.
Die Sitzverteilung:
| Wahl | CDU | LS (*1) | FBL (*2) | Gesamt  |
| ---- | --- | ------- | -------- | ------- |
| 2024 | 5   | –       | 3        | 8 Sitze |
| 2019 | 3   | 2       | 2        | 7 Sitze |
| 2014 | 2   | 2       | 3        | 7 Sitze |
| 2009 | 2   | 2       | 3        | 7 Sitze |
| 2004 | 2   | 2       | 3        | 7 Sitze |

### Ortsvorsteher
Thomas Kröffges wurde am 7. März 2013 Ortsvorsteher von Masholder. Bei der Direktwahl am 26. Mai 2019 wurde er mit einem Stimmenanteil von 92,97 % und am 9. Juni 2024 als einziger Bewerber mit 95,0 % jeweils für weitere fünf Jahre in seinem Amt bestätigt.
Die Vorgänger von Kröffges waren Rudolf Gerten, der das Amt von 2009 bis zu seiner Amtsniederlegung im November 2012 ausübte, sowie zuvor Manfred Berger für zehn Jahre.

## Kultur und Sehenswürdigkeiten

### Bauwerke
- Katholische Filialkirche St. Quirinus, Firminus, Ferrutius
- Kriegerdenkmal am alten Friedhof
- Friedhofskapelle am neuen Friedhof
- Gemeindehaus mit Dorfgemeinschaftsplatz
- Mariengrotte ⊙
- Denkmalzone im alten Ortskern

Siehe auch: Liste der Kulturdenkmäler in Masholder

### Grünflächen und Naherholung
- Grillhütte
- Bolzplatz
- Dorfgemeinschaftsplatz mit großem Kinderspielplatz
- Die über 160-jährige Linde auf dem alten Friedhof
- Bürgergarten Masholder

Siehe auch: Liste der Naturdenkmale in Masholder

### Regelmäßige Veranstaltungen
- In der Kirche St. Quirinus, Firminus, Ferrutius findet jede zweite Woche donnerstags eine Abendmesse statt.
- Jährliches Kirmes- bzw. Kirchweihfest
- Monatliches Generationencafé „Ma trefft sich“ im Dorfgemeinschaftshaus
- Hüttenbrennen am ersten Wochenende nach Aschermittwoch (sogenannter Scheef-Sonntag)[16][17]

### Vereine
Wichtige Träger kultureller Bräuche sind die Freiwillige Feuerwehr Masholder und die Kirchengemeinde. Die Feuerwehr ist derzeit der einzige aktive Verein in Masholder. Sie ist untergliedert in die Jugendfeuerwehr Masholder, der Freiwilligen Feuerwehr sowie dem Feuerwehrförderverein Masholder.

## Wirtschaft und Infrastruktur
Aufgrund der Nähe zu Bitburg gibt es in Masholder nur noch wenige Dienstleistungsunternehmen. Im Gewerbegebiet Masholderer Höhe haben sich mehrere Unternehmen angesiedelt. Ein wichtiger Arbeitgeber ist unter anderem das Deutsche Rote Kreuz mit einer Rettungswache. Des Weiteren sind dort eine Möbelschreinerei, eine Kfz-Werkstatt, ein Kfz-Lackiererei sowie eine Tiefbaufirma zu finden.

### Verkehr
Masholder hat direkte Anbindung an die B 51 die in südlicher Richtung nach Trier führt und in nördlicher Richtung über die BAB 60 nach Prüm, Wittlich und Köln. Ebenso gibt es eine direkte Anbindung an die B 257 in Richtung Luxemburg.
Durch Fahrradwege bestehen Anbindungen zum Nimstal-Radweg und Kyll-Radweg sowie in die Bitburger Innenstadt.
Im ÖPNV führen seit der Integration in das Linienbündel Südeifel des Verkehrsverbund Region Trier (VRT) werktäglich stündlich und sonntags zweistündlich Busverbindungen in Richtung Bitburg, Trier und Luxemburg.
| Linie      | Abfahrt Haltestelle (Masholder) | Strecke/Ziel                      | Taktung                                 | Bemerkung                                                                    |
| ---------- | ------------------------------- | --------------------------------- | --------------------------------------- | ---------------------------------------------------------------------------- |
| 400        | B51 Abzw.                       | Bitburg ZOB – Trier Hauptbahnhof  | Stündlich + Verstärker im Berufsverkehr | Fr+Sa Nachtfahrten                                                           |
| 401        | Kreuzung/Neubaugebiet           | Bitburg ZOB – Welschbillig        | Mo–Fr, zweistündlich                    | Gesicherter Anschluss in Welschbillig nach Trier                             |
| 408 Rufbus | B257 Abzw.                      | Bitburg ZOB – Wolsfeld            | Zweistündlich als Rufbus                | Muss mindestens 60 Minuten vorher online oder telefonisch vorbestellt werden |
| 408        | Kreuzung/Neubaugebiet           | Bitburg ZOB – Wolsfeld            | Vereinzelt im Schülerverkehr            |                                                                              |
| 409        | Kreuzung/Neubaugebiet           | Bitburg ZOB – Irrel Schule        | Vereinzelt im Schülerverkehr            |                                                                              |
| 410        | B257 Abzw.                      | Bitburg ZOB – Luxemburg Kirchberg | Stündlich + Verstärker im Berufsverkehr | Über Irrel ZOB                                                               |

Bis zum Jahr 1969/1970 war in Masholder noch ein Haltepunkt an der Nims-Sauertalbahn eingerichtet, ab dem Jahr wurde der Schienenpersonennahverkehr (SPNV) jedoch eingestellt und es bestand fortan nur noch Güterverkehr bis zum Jahr 1995. Heute sind die Schienen zurückgebaut und der Nimstal-Radweg verläuft weitestgehend auf der alten Bahntrasse.